# تطور الخيلانيات

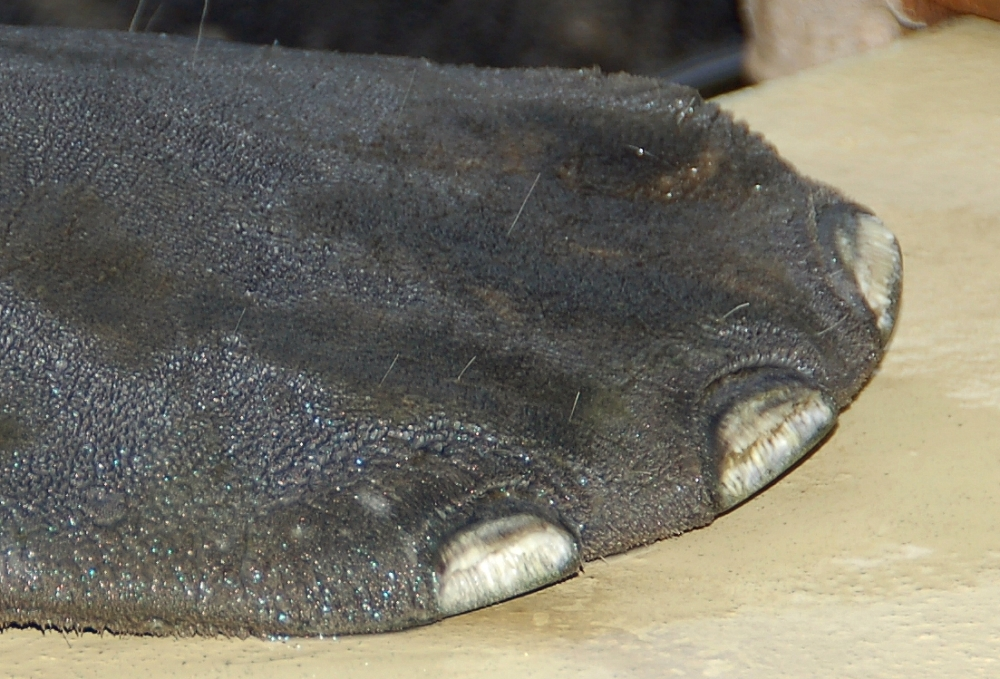

الخيلانيات هي من رتبة الوحشيات الحقيقية والتي تألف “أبقار البحر” الحديثة كخروف البحر والأطوم والأقارب الأخرى المنقرضة. والخيلانيات هي الثدييات البحرية العاشبة الوحيدة والتي لا تزال على قيد الحياة، والمجموعة الوحيدة من الثدييات العشبية التي أصبحت مائية بالكامل. ويعود السجل الأحفوري الخاص بالخيلانيات إلى العصر الإيوسيني المبكر قبل 50 مليون عام.
حققت الخيلانيات تنوعاً متواضعاً خلال العصرين الأوليغوسيني والميوسيني، لكنها مرّت بفترة انحطاط منذ ذلك الوقت نتيجة برودة المناخ والتغيرات الأوقيانوغيرافية والتدخل البشري. ويوجد منها اليوم جنسان وأربعة أنواع: الـ Trichechus والتي تتضمن 3 أنواعٍ من خروف البحر، وتعيش على طول ساحل الأطلنطي وفي أنهار وسواحل الأمريكيتين وغربي أفريقيا، وهناك الأطوم الموجود في المحيطين الهندي والهادي.

## الأصل
تجتمع الخيلانيات مع الخرطوميات (الفيلة) بالإضافة إلى المدعمات وشبيهات الكركدن المنقرضتين لتشكل جميعها وحشيات بحر تيثس. وتطورت الأخيرة من الثدييات البدائية ذات الحوافر (لقمانيات) على شواطئ بحر تيثس القديم.
تشكل وحشيات بحر تيثس، إلى جانب الوبريات، فرعاً حيوياً يدعى Paenungulata، والذي يعتبر إلى جانب وحشيات بحر تيثس من أقل الأفرع الحيوية الثديية المثيرة للجدل، خاصة مع وجود تفسيرات مورفولوجية وجزيئية تدعم بقوة تلك الفكرة.
إن سلف الخيلانيات بعيدٌ عن سلف الحيتانيات وزعنفيات الأقدام، على الرغم من الاعتقاد السائد الذي يفترض أن جميعها طورت أسلوب حياة مائي في نفس الفترة تقريباً.

## التاريخ الأحفوري
كان أول ظهور للخيلانيات في السجل الأحفوري خلال العصر الإيوسيني المبكر، وتنوعت الخيلانيات بشكل ملحوظ في أواخر العصر الإيوسيني. استوطنت الخيلانيات في الأنهار ومصبات الأنهار والمياه البحرية القريبة، وكانت قادرة على الانتشار بسرعة. وعثر على أكثر الخيلانيات بدائية، والتي تدعى Prorastomus، في جامايكا وليس في العالم القديم. لكن في الآونة الأخيرة، تم الحصول على مستحاثة Sobrarbesiren المعاصرة في إسبانيا. إن أول صاف رباعي معروف من الخيلانيات هو Pezosiren والذي يعود لبدايات العصر الأيوسيني [3]. وتعود أولى الأبقار البحرية المعروفة، من عائلتي Prorastomidae وProtosirenidae، إلى العصر الإيوسيني، حيث كانت مخلوقات برمائية بحجم الخنزير وتملك 4 أرجل.
أما الأطومات، فظهرت عند اقتراب العصر الإيوسيني من نهايته. والأطومات هي خيلانيات تمتلك جسماً مائياً بالكامل وأرجلاً أمامية تشبه الزعانف بدون أطراف خلفية، كما تملك ذيلاً قوياً ذا زعنفة أفقية يتحرك إلى الأعلى والأسفل لينقلها عبر الماء كالحيتانيات.
نشأت آخر عائلات الخيلانيات، وهي خروف البحر، على ما يبدو من الأطومات الأولى المبكرة في أواخر العصر الأيوسيني أو الأوليغوسيني المبكر. يوثق السجل الأحفوري الحالي جميع المراحل الرئيسية التي مرّت بها من انحسار الأطراف الخلفية والحوض إلى الانحسار الشديد في الحوض لدى خروف البحر المعاصر. توفر تلك الأحفوريات مثالاً على التغير المورفولوجي الدراماتيكي لدى الفقاريات الأحفورية المنقرضة.
كانت الخيلانيات حيوانات عاشبة منذ تطورها لأول مرة، ومن المحتمل أنها كانت تعتمد على الأعشاب البحرية وكاسيات البذور المائية (النباتات المزهرة) في غذائها. وظلت جميع الخيلانيات استوائية تقريباً (باستثناء بقر بحر ستيلر) وبحرية وذات تلقيح ذاتي حتى وقتنا الحاضر. إن أبقار البحر حيوانات تغوص في المياه الضحلة وتمتلك رئتين كبيرتين، كما يساعدها هيكلها العظمي الثقيل في البقاء مغمورة. فعظامها ثخينة وصلبة، وخاصة الأضلاع التي غالباً ما توجد على شكل أحفوريات.
تملك الخيلانيات الإيوسينية –مثل ثدييات حقبة الحياة الوسطى –خمسة ضواحك بدلاً من أربعة، مما يعطيها صيغة أسنان 3-1-5-3. وتثير هذه الحالة جدلاً واسعاً.
يُعتمد على أسنان الوجنتين في تحديد الأنواع في الثدييات الأخرى، إلا أنها لا تختلف بدرجة كبيرة –مورفولوجياً –عن تلك الموجودة لدى الخيلانيات، بالرغم من كونها ذات تتويج منخفض ومؤلفة من صفين من الأنياب الكبيرة والمدورة. إن الأجزاء التي يمكننا التعرف عليها بسهولة من الهياكل العظمية للخيلانيات هي الجمجمة والفك، وخاصة الفك الأمامي وعظام الجمجمة الأخرى. وباستثناء زوج من القواطع العلوية الأولى التي تشبه الأنياب والموجودة في معظم الأنواع، فالأسنان الأمامية (القواطع والأنياب) غير موجودة في جميع الخيلانيات عدا الأولى والمبكرة منها.